# Euoniticellus pallens
Euoniticellus pallens es una especie de coleóptero de la familia Scarabaeidae.

## Distribución geográfica
Habita en la Europa mediterránea occidental, Asia (desde Oriente Próximo hasta el noroeste de la India) y la mitad norte de África.